# Philipp Haun
Philipp Haun (Klosterneuburg, 15 settembre 1994) è un giocatore di football americano austriaco, che gioca come wide receiver per i Tirol Raiders.
Fa parte della nazionale austriaca di football americano, con la quale ha disputato l'Europeo 2021.